# نيكيتا سيرغييف
نيكيتا سيرغييف (بالروسية: Никита Николаевич Сергеев)‏ هو لاعب كرة قدم روسي في مركز الدفاع، ولد في 14 فبراير 1992 في تفير في روسيا. لعب مع دينامو موسكو وسلافيا صوفيا.

## وصلات خارجية
- نيكيتا سيرغييف على موقع قاعدة بيانات كرة القدم.إي يو (الإنجليزية)
- نيكيتا سيرغييف على موقع Soccerway.com (الإنجليزية)